# Servignat
Servignat är en kommun i departementet Ain i regionen Auvergne-Rhône-Alpes i östra Frankrike. Kommunen ligger  i kantonen Saint-Trivier-de-Courtes som ligger i arrondissementet Bourg-en-Bresse. Kommunens areal är 7,99 km². År 2022 hade Servignat 180 invånare.

## Befolkningsutveckling
Antalet invånare i kommunen Servignat
Referens: INSEE